# Филозофски факултет Универзитета у Приштини
Филозофски факултет (скраћено ФиФа) је високошколска установа Универзитета у Приштини. Основан је 15. октобра 1960. у Приштини као први факултет на простору Косова и Метохије. Након НАТО бомбардовања Југославије премештен је у Косовску Митровицу. Реализује основне, мастер и докторске академске студије. Актуелни декан је Звездан Арсић.

## Историја
филозофски факултет је основан 1960. и био је први факултет који је основан на простору Косова и Метохије. Факултет је отпочео рад са шест наставних група: српскохрватски језик и књижевност, албански језик и књижевност, физика, хемија, биологија и математика. Две године касније формиране су и наставне групе за општу и националну историју, педагогију и географију. Од 1971. од њега су настала два факултета, Филозофски и Природно-математички, да би се 1989. Филозофски разгранао на Филозофски и Филолошки. Током НАТО бомбардовања Југославије, наставници, сарадници и сви запослених на Универзитету у Приштини, заједно са студентима који су наставу слушали на српском језику, протерани су са Факултета, узурпирана је комплетна имовина и никада им није био омогућен повратак.
Након 1999. Филозофски факултет је премештен у Блаце, да би одлуком Владе Републике Србије крајем 2001. Универзитет у Приштини прешао у Косовску Митровицу, па тако прелази и Филозофски факултет. Са преласком у Косовску Митровицу, Филозофски и Филолошки факултет организовани су као јединствен факултет под називом Филозофски факултет са седиштем у Косовској Митровици.
За потребе факултета изграђен је нов објекат. Поседује библиотеку са преко 30.000 различитих наслова, читаоницу за студенте, кабинет за информатику, специјализоване учионице за учење језика, мониторе за свакодневно пласирање информација намењених студентима, сајт Факултета, бежичну интернет мрежу, амфитеатар са 100 места, као и простор за рад служби секретаријата и студентског парламента. На Факултету наставу реализује 18 редовних професора, 14 ванредних професора, 20 доцената и 50 асистената и сарадника. Факултет сваке године уписује око 300 студента на основним академским студијама и око 100 студената мастер академским студијама.

## Научно-истраживачка делатност
Факултет је у последњих десет година објавио преко 120 монографија, уџбеника и приручника својих наставника и сарадника. Самостално или у сарадњи са другим високошколским институцијама у земљи и у иностранству организовао је на десетине научних конференција и реализовао бројне научно-истраживачке пројекте. Објављује већ дуже од 50 година часопис Зборник радова својих наставника и сарадника. Организује велики број научних скупова. По свом значају и бројности учесника издвајају се међународни научни скуп „Косово и Метохија у цивилизацијским токовима“ (2009), а након њега и "Глобализација и десуверенизација" (2013), "Од Косовског завета до Његошевог макрокозма: Петар II Петровић Његош (1813—2013.)" (2013), "Век српске Голготе (1915-2015)" (2015), као и бројни други научни скупови међународног и националног значаја које је Факултет организовао. Ту је научно-истраживачки пројекат „Косово и Метохија између националног идентитета и евроинтеграција“ (2011-2016), који је у оквиру мултидисциплинарног приступа окупио велики број истраживача, као из ове научне установе, тако и из других научних установа из земље и иностранства. Од самог почетка, Факултет је успешно остваривао сарадњу са установама и организацијама које се баве научним, културним, просветним, издавачким активностима како на националном тако и на међународном плану.